# Jaguar XJ220
Jaguar XJ220 är en supersportbil, tillverkad av den brittiska biltillverkaren Jaguar mellan 1991 och 1994. 

## Bakgrund
Under åttiotalet umgicks Jaguar med tanken på att bygga en supersportbil, baserad på racervagnen XJR. Ett gäng entusiastiska medarbetare, kallade ”The Saturday Club”, jobbade på projektet på kvällar och helger. 1988 visades frukten av deras arbete, kallad XJ220 efter den planerade toppfarten på 220 mph (354 km/h), på bilsalongen i Birmingham. Prototypen hade en mittmonterad V12:a på 6,2 liter och 500 hk, fyrhjulsdrift, låsningsfria bromsar och saxdörrar, typ Lamborghini Countach. Man planerade att bygga 220 bilar, men antalet förhandsbeställningar närmade sig snart 350.
När bilen förhandsvisades i slutet av 1980-talet var det många som ville köpa den och betalade en stor handpenning då man trodde att bilen, som skulle tillverkas i begränsad upplaga, skulle gå att sälja vidare till ännu högre pris. När bilen väl kom hade konjunkturen vänt och många spekulanter försökte dra sig ur sitt köpkontrakt och en del sålde sin bil vidare direkt till stor förlust istället för väntad vinst.

## Produktion
Den färdiga bilen presenterades i oktober 1991 och var i många stycken en helt annan bil. Hjulbasen hade krympt med drygt två decimeter, dörrarna var av normal typ och bilen hade drivning på endast bakhjulen. Tolvan hade ersatts av en överladdad sexa från rallybilen MG Metro 6R4. Inte ens de låsningsfria bromsarna var kvar. Trots detta hade priset stigit från planerade 361 000 GBP till 403 000 GBP. Kunderna fick dock rejäla prestanda för pengarna. Toppfarten uppgick till 213 mph (343 km/h), inte så långt från målet och XJ220 var under en tid världens snabbaste gatbil, tills McLaren F1 presenterades ett år senare.
Produktionen stannade på 281 exemplar.
Motor:
| Motor                  | Cylindervolym | Effekt | Bränslesystem                            |
| ---------------------- | ------------- | ------ | ---------------------------------------- |
| 6-cyl V-motor dohc 24v | 3498 cm³      | 542 hk | Bränsleinsprutning, dubbla turboaggregat |